# 姊嫁物語
《姊嫁物語》是森薰創作的日本漫畫作品，在Enterbrain所發行的《Fellows!》創刊號（2008年10月）上開始連載。中文繁體版由台灣角川發行。

## 故事概要
故事設定在19世紀後半，中亞與裏海週邊的草原地帶。以20歲的爱米尔和小他8歲的丈夫哈剌鲁，描写在丝绸之路的游牧民族和定居民族的生活。
由數個新娘的故事組成，新娘年齡不一，來自不同的地方。有各個角色的互動顯現當地的民俗風情。

## 登場人物

### 耶洪家
本来是游牧民族，不过从几代前就放弃游牧，定居下来。是突厥系烏茲別克民族。
主角愛米爾、丈夫哈剌魯，其他是哈剌魯的父親亞昆別庫與母親薩妮拉、哈剌魯的爺爺瑪哈托別克與奶奶帕姬路許、哈剌魯的姊姊謝蕾柯與姊夫由斯夫，還有謝蕾柯與由斯夫的孩子蒂蕾柯、托魯康、查爾古、羅斯提姆，這12人共同居住組成一個大家族。
愛米爾·哈加爾
故事開始時20岁。哈剌鲁的妻子，从山裡面的游牧民族哈加爾族那里嫁过来，按照當時來說十分晚婚，並且比新郎大八歲，造成眾多的話題。
性格活泼，能够熟练使用哈剌鲁村子的人已经不再使用的弓箭，打猎技巧了得。也很精通其他诸如料理、刺绣等「女性工作」。喜愛吃石榴。
很疼愛及照顧丈夫，在哈刺魯生病時寸步不離的守護，不過也因為太照顧丈夫有時候會讓哈刺魯覺得身為男人和家主的自尊受到影響。
富有原則，曾經在大姑處罰羅斯提姆時被大姑謝蕾柯委託將飯拿給羅斯提姆，因為對羅斯提姆說僅此一次當大姑再度委託時否決了。
作者森薰對中亞的投射所以幾乎是位萬能的新娘；很受芭莉雅崇拜。「很会射箭」「御姊新娘」「什么东西都能宰杀（鸡、兔之类的）」「野性」「傻气」「强悍」「但是纯情」「但是大家闺秀」，让作者说出「创造出能让自己死而无憾的角色」。
哈剌魯·耶洪
亚昆别库和萨妮拉最小的儿子。爱米尔的丈夫。因为是么子继承制，所以是耶洪家的继承人。
由于故事開始時只有12岁的关系，比爱米尔要矮，看起来就像是姐弟一样。是个为人体贴，而且有远虑的少年，有時會為了男子氣概和妻子鬧彆扭。
很疼愛妻子，在哈加爾族偷襲小鎮要搶愛米爾的時候用匕首刺傷了愛米爾的叔叔以保護妻子，在哈加爾族第二次來犯時也奮不顧身出去戰鬥。
不過有時候會覺得被妻子照顧得太完善了使得自己的男子氣概不夠，因此要求愛米爾不要把自己的衣服做得那麼厚，也主動請妻子教自己射箭，希望能夠保護心愛的人。
從第十卷開始暫時與內兄阿傑爾等人居住學習遊牧民族的各項技能，如屠宰、射箭、鷹獵等等。十分希望自己能夠成長為一個配得上妻子的丈夫；為了要有男子氣概要求愛米爾將探訪由每週一次改成每月一次。
哈剌鲁这个名字出自活跃于6～13世纪的突厥系民族葛邏祿。
瑪哈托別克
哈剌鲁的祖父。是个温和的人。
帕姬路許
哈剌鲁的祖母。从跟爱米尔相同的民族嫁过来。
现在还能使用作为嫁妆的弓箭，是个很有魄力的女豪杰。并试过对阿杰尔射箭逼其離開。
好像或多或少也知道关于让娘家的行为旁若无人的祸首努玛吉的事。在哈加爾來犯後將族長射死以絕後患。
別稱〝岩山的女王〞，擅長騎山羊，不管多高聳的懸崖都能輕鬆地爬上。
亞昆別庫
玛哈托别克和帕姬路许的儿子。哈剌鲁的父亲。由于幺子继承制的风俗，雖然身为四代同堂的一家之主依然年紀不大，是個壯年大漢。在哈加爾族來悔婚時堅定的拒絕了。與妻子感情和睦，在其生病時幫忙擦汗。
薩妮拉
亚昆别库的妻子。哈剌鲁和谢蕾柯的母亲。谢蕾柯孩子们的祖母。是个落落大方的美女。虽然已有四个孙子但和丈夫的感情依然甜蜜，在生病時被丈夫服侍擦汗而感到害羞。
謝蕾柯
亚昆别库和萨妮拉的女儿。哈剌鲁的姐姐。性格活泼。在處罰孩子的時候會心軟
由斯夫
谢蕾柯的丈夫。入赘。哈剌鲁的姐夫。
十分勇敢，在阿傑爾還有哈加爾族來搶愛米爾時跳上去把眾人圍攻無果的阿傑爾拉下馬來。
蒂蕾柯
由斯夫和谢蕾柯的长女。哈剌鲁的侄女。像父亲。虽然对刺绣很拿手，可是由于很喜欢老鹰，故此連刺繡時绣的也是老鹰和鸟，让谢蕾柯很苦恼。在哈刺魯還有愛米爾把翅膀痊癒後不能飛翔的獵鷹殺死時感到十分的難過。
托魯康
由斯夫和谢蕾柯的长子。哈剌鲁的侄子。像父亲。经常戏弄罗斯提姆让他哭泣。
查爾古
由斯夫和谢蕾柯的二子。哈剌鲁的侄子。像母亲。经常戏弄罗斯提姆让他哭泣。
羅斯提姆
由斯夫和谢蕾柯的三子。哈剌鲁的侄子。像母亲。喜欢木工工作和山羊曾多次丢下媽媽交待要做的事出去玩以及去觀看老木工雕刻，之后被谢蕾柯责骂以及逞罰不能吃飯。是位好奇寶寶。
亨利·史密斯
耶洪家的食客，英国學者和貴族之子，身為家中次子的他根據當時的習俗沒有繼承權（但自稱在印度有一幢房子），但是也因此得以追求自己的夢想。小时候听保姆念的故事而对中亞充满憧憬，故此遠渡而來到中亞研究當地的历史、民族、風俗文化。在遇到新的事物時就會記錄在隨身本子中。
为了去安卡拉拿取託人准备的照相機，便在第二卷尾端時離開了耶洪家，在旅途中短暫停留時與妲拉絲有一段姻緣，卻因為對方的叔父從中作梗而無疾而終，史密斯一度將原做為定婚信物的金懷錶丟棄，史密斯後於安卡拉與妲拉絲重逢，二人遂表明心意並互許終身，便打算走陸路至印度孟買，再搭船回英國。沿途與故人摯友重逢，並照相留下紀錄，途中原想造訪耶洪家所在的布哈拉，卻因治安變糟而作罷。現已同妲拉絲回到英國，但二人的婚事卻受到家人的反對，為了獲得家人認同而努力著。為串聯裡面各個新娘故事的中軸，在旅程當中在各地遇到不同的新娘，書中人多稱其為史密斯先生。
帕姬路许的女儿們
第10话「布嫁妆」中登场的名字。各自在家中留下了充满个性的刺绣。
謝露比嘉
身体不好，所以没留下多少刺繡作品。
雀兒絲白
很懂事，现已嫁到邻镇，生了5个小孩。
絲娜庫
刺繡技术很好，10岁时就能够绣出美丽的手帕，13岁时甚至还开始教附近的小孩。帕姬路许赞道「把她嫁出去没花太多工夫」。
蒂潔肯
刺繡技术很差，不过是个乖孩子。

### 耶洪家的遠親
以游牧生活为主的一家。衣物的样式跟耶洪家不同。
烏馬克叔叔
曾经请亚昆别库做小刀的刀鞘。
很欢迎把刀鞘送来的，并报告结婚消息的哈剌鲁，然而对他的妻子年纪大这点不是很满意。
烏馬克一家
有着高龄的父母，儿子和媳妇（也可能是女儿和女婿），两个孙子。貌似还有几个人。
媳妇（也可能是女儿）才18岁，就已经是两个孩子的母亲了，以此强调爱米尔这位20岁的新娘是个异例。

### 耶洪家同镇的镇民
跟耶洪家一样本是游牧民族。因为不再打猎了，所以几乎没人会用弓箭，不過會使用槍砲。鎮上居民十分團結，會在有需要時一起幫忙。
芭莉雅
本作新娘之一，一位年轻的女孩，是爱米尔嫁来镇里交到的第一个朋友。在烤炉日的时候帮了爱米尔的忙，目前向愛米爾学习骑射。
平時講話直率，因而搞砸了好几门亲事，很擔心自己嫁不出去。
因為誠實活潑的性格，引起到卡拉薩鎮上欲為兒子尋親事的父親注意，訂下婚約，但對於結婚對象的烏瑪爾相當害羞，導致彼此相處尷尬，而後成功對烏瑪爾表白。
對於烤面包相當很拿手，但不擅长刺绣。因為家裡因為哈加爾、巴丹族聯軍進犯時被付之一炬，所以必須重新準備布嫁妝而苦惱，而後在周遭女性的幫忙和改變心態，刺繡作品大有展進。
正在努力變成一個模範新娘，決定模仿鎮上誇讚的女孩卡摩拉行事，也因此跟卡摩拉結識變為朋友。
芭莉雅之父
是一位陶匠以及陶土商人，販賣陶器為生。為了女兒的親事傷透了腦筋，因此烏瑪爾之父上門提親相當高興。
住處因為城鎮遭受攻擊而被燒毀，借住於耶洪家，並以帳篷重新開了陶器店得以做生意。與準親家相處得十分愉快。第九卷尾搬遷至新家，並且全家收養了一隻小貓。
卡摩拉
鎮上的少女，友善大方，能歌善舞，也精通女紅家事，為鎮民所讚譽，被芭莉雅視為目標努力模仿。卡摩拉也欣賞芭莉雅的直接，在愛米爾的建議之下兩人結為朋友以互相影響。
查加普
放羊的老人。说话喜欢夸大其辞。对哈剌鲁说爱米尔去打猎的苏玛湖那里有狼出现，讓哈刺魯非常緊張。

### 哈加爾族
夏季移动，冬季扎营类型的游牧民族，為突厥系哈薩克民族。愛米爾的娘家。祖父死后，年长的族老，利用女儿们来当作争权夺势的道具随意差遣。為了得到放牧地使用權與努瑪吉聯姻，卻因為嫁過去的新娘（愛米爾的妹妹）被虐待而死，欲對耶洪家悔婚，將愛米爾帶回以送去與努瑪吉聯姻。
貝魯卡特
愛米爾和阿傑爾的父親，哈加爾族的族長。是個為人嚴厲的單眼長者，為了族中過冬需要的放牧地而與努瑪吉聯姻，在嫁過去的數個女兒死亡後，為了維持聯繫，便打算把愛米爾從耶洪家帶回來嫁給努瑪吉，好維持與努瑪吉的關係。
在差遣阿傑爾去帶回愛米爾無功而返時決定與巴丹族聯合進攻耶洪家所居住的小鎮，在戰鬥中被巴丹背叛而敗北，逃亡時被帕姬路許所射死。
阿傑爾
爱米尔的大哥。性格沉默寡言，一板一眼。遵照父亲的命令，要把爱米尔带回去嫁给努玛吉，但心里頗為纠结。
第一次進犯城鎮時被抓而未能完成父親給予的任務。作為使者出使巴丹族，但是相當不喜歡巴丹族，也不認為巴丹族對哈加爾的結盟存有好意。
第二次進犯城鎮時，射死巴丹族的族長阿爾-塔姆斯，在戰場上承認哈刺魯為其妹夫。
於父親死後繼承族長之位，目前帶領族人生活在俄國邊境的草原上。
喬魯克
阿杰尔和爱米尔母亲家族的表兄弟。话很多，毫不隐藏对带爱米尔回去改嫁之事的疑慮。口头禅是「肚子饿了」。非常清楚努玛吉的权势、土地和财产，可是努馬吉家人对女性粗暴，不想跟他們做亲戚。在第二次哈加爾一族進犯城鎮前，潛入鎮上通知愛米爾聯軍即將進攻的消息。
拜馬特
阿杰尔和爱米尔的堂兄弟。身材高大。跟阿杰尔一样沉默寡言。
個性溫和沈穩，會鼓勵他人。
充當阿傑爾和族中長老調解和溝通的角色，外交手腕比阿傑爾更勝一籌。
亞特露
爱米尔的妹妹。在爱米尔结婚后，因政治婚姻嫁给努玛吉后死亡。听说是因为被努玛吉踹断了骨头而送命。
卡拉西佳
爱米尔的堂妹。在爱米尔结婚后，因政治婚姻嫁给努玛吉后死亡。

### 卡拉薩以及周圍居民
妲拉絲
與婆婆寡居的美麗少婦，卡拉卡爾帕克人，擁有一頭秀髮。先後嫁給了同一家的五兄弟，丈夫卻全部病逝。原來家中富有土地眾多，在寡居後因為不便，只留下了可以管理的範圍，其餘全都賣掉了。
在市場時因被偷馬，和丟失了行李、馬匹的史密斯結識，而邀請其到家裡作客。
婆婆想將其託付給史密斯先生，妲拉絲也愛上了史密斯，史密斯將金懷錶贈送給她做為訂婚信物，並答應再回來迎接；後因為婆婆和其丈夫的兄弟結婚，新的父親（婆婆的新丈夫）厭惡史密斯，導致與史密斯無緣。婆婆亦將懷錶還給史密斯，悲傷地致歉並請史密斯忘了妲拉絲。
與婆婆安排的再嫁對象坦承一切，忠厚的鰥夫不願這樣成婚，協助她至安卡拉尋找史密斯，故與史密斯重逢，妲拉絲便與史密斯表明心意，二人遂互許終身。妲拉絲後隨史密斯回到英國，希望史密斯的家人能成全這樁婚事。
烏瑪爾
卡拉薩鎮上的少年，和父親一起生活。相當能幹且多才多藝，除了務農做工，還會使用算盤計算。
在哈刺魯夫婦去卡拉薩鎮營救史密斯時，在聚會上認識了哈刺魯一行人，進而成為芭莉雅的結親對象。
因為從小週遭玩伴都是男孩，不懂得如何與女孩子相處，認為女孩子容易哭泣，欣賞芭莉雅的直來直往。
在兩人去隔壁鎮辦事途中，見到芭莉雅勇於助人並且有主見的一面；兩人也因為一起救了一對母子而感情有進展，會互相贈予水果等物件表達心意。
夢想以後經營一家旅館，芭莉雅也非常贊同。
烏瑪爾之父
妻子早逝獨自撫養烏瑪爾，因家族情況而未再婚。由於妻子體弱難產早逝，自己也不是非常健壯，因此希望媳婦是個健康有活力的女孩子。
在哈刺魯一行人於卡拉薩鎮上的宴會看到了芭莉雅，因為欣賞其活力而向哈刺魯打聽芭莉雅是否已許親，希望她成為烏瑪爾的妻子。
在巴丹族攻擊城鎮事件之後，帶著兒子前去幫忙重建城鎮，與準親家相處得十分融洽。

### 巴丹族
和哈加爾同源的遊牧民族，跟俄羅斯合作而得勢拿到了軍火。與哈加爾一起進犯耶洪家族居住的鎮，背地裡卻不安好心，在哈加爾進攻時倒戈而意圖將哈加爾族和村民們一同消滅而得到土地。
阿爾-塔姆斯
巴丹族的族長，為人狡猾陰險，表面上與哈加爾族同盟卻欲利用他們當作砲灰，打算將哈加爾族和鎮民一起消滅來得到土地。被阿傑爾射死。

### 姆納克村
在鹹海旁邊的小村莊，居民多以漁業為生。第四、五卷中「鹹海的故事」的主要場景
萊菈
本作的新娘之一，為形影不離的雙胞胎，有點貪財所以希望嫁給有錢又帥有體貼的丈夫。性格頑皮好奇而且喋喋不休，為了和姊妹一起下嫁一對兄弟而煩惱著。後嫁給薩門。
萊莉
本作的新娘之一，為形影不離的雙胞胎，有點貪財所以喜望嫁給有錢又帥有體貼的丈夫。性格頑皮好奇而且喋喋不休，為了和姊妹一起下嫁一對兄弟而煩惱著。後嫁給薩米。
索雅
村里的少婦，因為不喜歡父親為她安排的對象而設計讓自己嫁給喜歡的人，方法是故意將頭巾弄鬆，然後在中意對象經過時透過相撞讓對方碰到自己的頭，而如願嫁給了現在的丈夫。
雙胞胎之母
為雙胞胎的母親，二十年前因為一場暴風雨被丈夫所救而愛上丈夫，努力說動父親去提親。在雙胞胎出嫁之前給予其新娘特訓。
雙胞胎之父
漁夫，身材壯碩力大無比，能夠在暴風之中獨自把船帶人拖上岸。為了雙胞胎女兒的婚事和嫁妝心煩，常因為女兒們異想天開的搗亂，而用拳頭扁她們的頭，但是其實非常疼愛女兒。
祖母
雙胞胎的奶奶，利用雙胞胎及於找尋如意郎君出嫁的心態讓她們做家事。也說服媳婦告訴孫女們出嫁的故事。
薩門
隔壁漁家的哥哥，是能幹的漁夫。應萊菈的要求帶她去鎮上玩，在萊菈說可以親她後吻了萊菈卻被打巴掌；原因是因為萊菈意指臉頰或額頭，薩門卻是直接親嘴。後與萊菈成親。
法魯薩米
隔壁漁家的弟弟，簡稱薩米，是能幹的漁夫。用魚叉的技術比哥哥撒門厲害，可以一擊將鯊魚擊斃。將自己尋獲的珍珠送給萊莉，後與萊莉成親。

### 波斯的人們
伊朗富庶的城市地帶，有著豐富的歷史文化。與中亞地區相比民風較為保守，女性不會隨意在外拋頭露面。
阿妮絲
本作第四位新娘。波斯一處大戶人家的女主人，生性多愁善感，與丈夫相當恩愛。為了解悶聽從丈夫建議，在女用澡堂與鄰里婦人交流寒暄，在澡堂結識席琳，對其一見如故，與其結為"姊妹妻"。後得知席琳喪夫成為寡婦，生活陷入困頓，於是勸說丈夫迎娶席琳成為繼室，與席琳相處融洽。與丈夫育有一子。
席琳
與阿妮絲在澡堂相識並與其結為姊妹妻。因丈夫早逝成為寡婦，生活困頓之際，聽從阿妮絲勸說再嫁給阿妮絲的丈夫。與前夫育有一子。
阿妮絲的丈夫
波斯德黑蘭一帶的富豪，擁有一座有著美麗庭院的豪宅。與阿妮絲是一對恩愛的夫妻，後來聽從阿妮絲建議，迎娶寡婦席琳過門以照顧其母子生活。為人和善慷慨，曾招待路經此處的史密斯一行人。

### 其他
霍金斯
史密斯的摯友兼忘年之交，與史密斯的家人皆熟識，當史密斯在海外音訊全無時，霍金斯以書信代為向史密斯母親報平安。請託尼可洛夫斯基作為保鑣，護送史密斯從安卡拉至孟買。霍金斯早年曾參軍，後從事外交相關工作，派駐在安卡拉，之後返回英國。
阿里
史密斯雇用前往安卡拉的嚮導，在史密斯被逮捕的時候以哈山族的保證文書將他從牢房裡保釋出來，因而於前來援救史密斯的哈刺魯一行人結識，在市場上吃了一頓飯。自我介紹為：「以實瑪利之子，阿爾-薩其之孫，塔布里茲之後裔阿里」，出身地為大不利茲。性格大咧咧的，想法也是一根筋直線進行。
跟史密斯一樣為家中的次子，家中貧窮，在幫大哥辦完婚禮後就沒有錢，因此努力賺錢，希望讓自己出得起聘金以結婚，曾經當過沙漠商隊的護衛，不過據說工資不高就離開了。
鑒於史密斯被誤認為英國間諜而遭逮捕，為其塑造一個假的醫生身份，避免旅行中被俄國人敵視。
似乎對羊肉抓飯情有獨衷，不太喜歡吃魚。
尼可洛夫斯基
霍金斯曾經的戰友與嚮導，曾參與克里米亞戰爭，因被霍金斯救了一命，於是為了報恩便留在霍金斯身邊工作。受霍金斯所託尋找史密斯下落，後護送史密斯從安卡拉前往孟買。為人沉著且沉默寡言，作為退伍軍人身手相當了得，曾擊退布哈拉一帶的盜賊與俄軍小分隊。家裡有五個女兒。
哈山族
影響力很大的一族，阿里只憑著族中一張文書就可以將史密斯保釋出來，還可以跟地方上的警衛隊要求駱駝以及補給品。甚至阿里還利用這個人情；在市集買抓飯時直接叫人把帳單送到警衛隊。
老木工
名字沒有提及，雕刻功力精湛，樑木門板以及房屋所需的一切都能做出來。他為羅斯提姆做的幸運木質配飾造成耶洪家孩子們的紛爭。
俄羅斯帝國
橫跨歐亞的龐大帝國，故事中屢屢提及俄羅斯帝國的擴張，前幾年與土耳其曾爆發衝突(克里米亞戰爭)，為尋求不凍港，南下擴張造成對中亞各族的壓迫以及衝突。
英國
史密斯的母國，因19世紀與俄羅斯展開大博弈，兩國在中亞一帶時有摩擦。

## 用語
裁縫
在中亚，特别对女性来说，是一项非常重要的技能。那里有个习俗，就是当新娘出嫁的时候，会把大量的有刺绣的布作为嫁妆，所以很早开始就要举家出动帮忙准备。女性如果擅长裁缝的话，婚后的社会生活就会有很大的优势。
霍基婭廟
耶洪家所住的小镇附近的坟墓。传说她生了40个小孩，所以有很多人千里迢迢来这里参拜，求子或者祈祷安产。

## 出版書籍
| 冊數 | KADOKAWA       | KADOKAWA               | 台灣角川       | 台灣角川               | 備註                                                                     |
| 冊數 | 发售日期       | ISBN                   | 发售日期       | ISBN                   | 備註                                                                     |
| ---- | -------------- | ---------------------- | -------------- | ---------------------- | ------------------------------------------------------------------------ |
| 1    | 2009年10月15日 | ISBN 978-4-04-726076-4 | 2010年5月14日  | ISBN 978-986-237-683-6 |                                                                          |
| 2    | 2010年6月15日  | ISBN 978-4-04-726586-8 | 2010年10月30日 | ISBN 978-986-237-895-3 |                                                                          |
| 3    | 2011年6月15日  | ISBN 978-4-04-727328-3 | 2011年11月17日 | ISBN 978-986-287-443-1 |                                                                          |
| 4    | 2012年5月14日  | ISBN 978-4-04-728083-0 | 2012年12月5日  | ISBN 978-975-030-723-2 | 首刷限量贈品草稿素描集《SCRIBBLES 1》 （原《艾瑪》日版DVD第1卷店家特典） |
| 5    | 2013年1月15日  | ISBN 978-4-047-28631-3 | 2013年8月25日  | ISBN 978-986-325-522-2 |                                                                          |
| 6    | 2014年1月14日  | ISBN 978-4-04-729396-0 | 2014年7月25日  | ISBN 978-986-366-068-2 | 首刷限量贈品草稿素描集《SCRIBBLES 3》                                    |
| 7    | 2015年2月14日  | ISBN 978-4-04-730243-3 | 2015年9月16日  | ISBN 978-986-366-723-0 | 限制級                                                                   |
| 8    | 2015年12月14日 | ISBN 978-4-04-730782-7 | 2016年8月4日   | ISBN 978-986-473-238-8 | 首刷限量贈品草稿素描集《SCRIBBLES 4》                                    |
| 9    | 2016年12月15日 | ISBN 978-4-04-734378-8 | 2017年9月13日  | ISBN 978-986-473-896-0 | 首刷限量贈品草稿素描集《SCRIBBLES 5》                                    |
| 10   | 2018年2月15日  | ISBN 978-4-04-734829-5 | 2019年6月12日  | ISBN 978-957-743-033-5 | 首刷限量贈品草稿素描集《SCRIBBLES 6》                                    |
| 11   | 2018年12月15日 | ISBN 978-4-04-735343-5 | 2020年4月8日   | ISBN 978-957-743-653-5 | 首刷限量贈品草稿素描集《SCRIBBLES 7》                                    |
| 12   | 2019年12月13日 | ISBN 978-4-04-735797-6 | 2020年8月5日   | ISBN 978-957-743-900-0 |                                                                          |
| 13   | 2021年3月15日  | ISBN 978-4-04-736265-9 | 2021年9月27日  | ISBN 978-986-524-752-2 |                                                                          |
| 14   | 2022年10月20日 | ISBN 978-4-04-737259-7 | 2023年8月10日  | ISBN 978-626-352-786-7 |                                                                          |
| 15   | 2024年11月20日 | ISBN 978-4-04-738172-8 | 2025年6月12日  | ISBN 978-626-415-856-5 |                                                                          |

## 獲獎紀錄
本作於2011年和2013年榮獲漫畫大賞第2名，2014年拿下第1名，並於2015年榮獲SUGOI JAPAN Award漫畫部門第8名。

## 外部連結
- http://natalie.mu/comic/pp/otoyomegatari（页面存档备份，存于），專訪森薰創作《姊嫁物語》的過程，包含作畫的影片。（日語）
- http://natalie.mu/comic/pp/otoyomegatari02（页面存档备份，存于），專訪森薰料理中亞菜。（日語）